# هگزاکلروبوتادین
هگزاکلروبوتادین (انگلیسی: Hexachlorobutadiene) ترکیب شیمیایی آلی حاوی کلر با فرمول شیمیایی Cl2C=C(Cl)C(Cl)=CCl2 است که در دمای اتاق به صورت مایعی بی رنگ است.